# Ezen-maḫ (Nanna)
Das Ezen-maḫ (auch Ezen-mach, Ezem-maḫ, Ezem-mach; erhabenes Fest) des Nanna bezeichnete in der Stadt Ur das dem Mondgott im zehnten Monat des Ur-Mondkalenders geweihte za-mu-Fest. Der zehnte Monate des Mondkalenders fungierte zugleich in Ur als erster Monat des neuen Jahres im Kultkalender des Nanna und führte den Beinamen er-su-a (Tränen vergossen). Außerhalb von Ur galt das za-mu-Fest anderen Tempelgottheiten und wurde in den jeweiligen Orten teilweise zu unterschiedlichen Zeitpunkten gefeiert. 
Die in Ur zugehörigen Baderiten und Prozessionen sind für die Zeit vom fünften bis zum zwölften Tag des Monats Ezen-maḫ belegt. Damit leitete das Fest Ezen-maḫ die längste Vollmondnacht eines Jahres ein. Der letzte König der Ur-III-Dynastie, Ibbi-Sin (2028–2004 v. Chr.), weihte Nanna für das „Baden bei (dem Fest) Ezen-maḫ“ ein Gefäß aus Gold.